# Djenné
Djenné er en historisk og kommercielt vigtig by i den sydlige del af Mali og har en befolkning på 22.391 indbyggere (2005). Byen er kendt for sine lerbygninger, specielt den Store Moske i Djenné, der blev genopbygget i 1907. 
Djenné har tidligere været centrum for handel og uddannelse, og byen var en vigtig del af de transsahariske handelsveje og er erobret flere gange. UNESCO udpegede byens historiske center som et verdensarvsområde i 1988.
13°54′20″N 4°33′18″V / 13.90556°N 4.55500°V